# ドゥナヴツィ
ドゥナヴツィ（ブルガリア語: Ду̀навци, ラテン文字転写: Dunavtsi [ˈdunɐft͡si]）は、ブルガリア北西部のヴィディン州にある町。ドナウ平原北西部の、ドナウ川に近い小さな渓谷に位置する。人口は2743人（2009年12月）。町名は「ドナウ川の人々」という意味である。
1955年12月12日、ヴィドボル村とグルコヴォ村が合併してドゥナヴツィとなった。1964年9月11日に都市型集落、1974年9月4日に町となった。現在はヴィディン市の一部となっている。ヴィドボル川が町の南東でドナウ川にそそぐ。
産業は農業が中心である。首都ソフィアとヴィディンを結ぶ道路（欧州ルートE79号および汎ヨーロッパ回廊4号）や、メズドラとヴィディンを結ぶ鉄道が付近を通る。ヴィドボルには駅が設けられている。